# Francis Arthur Bainbridge
Francis Arthur Bainbridge (ur. 29 lipca 1874, zm. 27 października 1921) – angielski fizjolog.
Bainbridge urodził się w Stockton-on-Tees w 1874 roku i uczył się w The Leys School. Rozpoczął studia na uniwersytecie Trinity College na Uniwersytecie Cambridge w 1893 roku. Studia ukończył w 1896. W 1904 roku obronił doktorat. W 1911 został profesorem fizjologii na uniwersytecie w Durham. W 1915 roku dożywotnio objął stanowisko kierownika Katedry fizjologicznej w Szpitalu Świętego Bartłomieja.
Jako pierwszy zaobserwował, że wzrost ciśnienia po stronie żylnej serca powoduje przyspieszenie akcji serca przez hamowanie nerwu błędnego. Odruch Bainbridge’a polega na zwiększeniu częstość akcji serca w wyniku wzrostu ciśnienia w prawym przedsionku. Odkrycia Bainbridge’a zaprzeczyły Prawu Mareya, według którego wzrost ciśnienia krwi miał powodować obniżenie częstości akcji serca. Prawo Mareya zostało opracowane w 1861 roku przez francuskiego fizjologa Étienne-Jules’a Mareya (1830–1904).
Bainbridge miał również istotny wkład w badania mechanizmu powstawania chłonki i filtracji w kłębuszkach nerkowych. Jego najbardziej znane publikacje to: Essentials of Physiology (1914) i Physiology of Muscular Exercise (1919). W maju 1919 roku został wybrany na członka Royal Society.